# Truncatoflabellum macroeschara
Espèce
Statut CITES
Truncatoflabellum macroeschara est une espèce de coraux appartenant à la famille des Flabellidae.